# Chris Guiliano
Chris Guiliano (* 25. Juni 2003 in Douglassville, Pennsylvania) ist ein Schwimmer aus den Vereinigten Staaten. Er gewann bei Olympischen Spielen eine Gold- und eine Silbermedaille. Bei Weltmeisterschaften erschwamm er bis 2024 je einmal Silber und Bronze.

## Sportliche Karriere
Guiliano schwimmt und studiert an der University of Notre Dame.
Bei den Weltmeisterschaften 2023 in Fukuoka schwamm die 4-mal-100-Meter-Freistilstaffel mit Chris Guiliano, Destin Lasco, Matt King und Justin Ress die schnellste Vorlaufzeit. Im Finale waren Ryan Held, Jack Alexy, Chris Guiliano und Matt King 0,82 Sekunden schneller als die Vorlaufstaffel und wurden Dritte hinter Australiern und Italienern. Alle sechs Beteiligten erhielten eine Bronzemedaille. Guiliano startete auch über 100 Meter Freistil, schied aber als 18. der Vorläufe aus. In der 4-mal-100-Meter-Mixed-Freistilstaffel schwammen im Vorlauf Matt King, Chris Guiliano, Olivia Smoliga und Bella Sims. Im Finale wurden Jack Alexy, Matt King, Abbey Weitzeil und Kate Douglass Zweite hinter dem australischen Quartett.
Bei den US-Olympiaausscheidungen 2024 qualifizierte sich Chris Guiliano als Schnellster über 100 Meter Freistil sowie als Zweiter über 50 Meter und über 200 Meter Freistil. In Paris bei den Olympischen Spielen 2024 schwamm die 4-mal-100-Meter-Freistilstaffel mit Ryan Held, Matt King, Hunter Armstrong und Caeleb Dressel die viertschnellste Vorlaufzeit. Im Finale waren Jack Alexy, Chris Guiliano, Hunter Armstrong und Caeleb Dressel über drei Sekunden schneller und siegten mit über einer Sekunde Vorsprung vor den Australiern. Über 200 Meter Freistil schied Guiliano als 19. in den Vorläufen aus. Die 4-mal-200-Meter-Freistilstaffel mit Drew Kibler, Brooks Curry, Blake Pieroni und Chris Guiliano erreichte das Finale mit der zweitschnellsten Vorlaufzeit. Im Endlauf waren Luke Hobson, Carson Foster, Drew Kibler und Kieran Smith fast fünf Sekunden schneller als die Vorlaufstaffel und schlugen als Zweite nach den Briten an. Über 100 Meter Freistil wurde Guiliano Achter. Bei seinem letzten Start über 50 Meter Freistil schwamm Guiliano die 17. Vorlaufzeit und verfehlte das Halbfinale um 0,04 Sekunden.